# Crockett (Kalifornien)
Crockett ist eine Siedlung (Census-designated place) im Contra Costa County im US-Bundesstaat Kalifornien. Das U.S. Census Bureau hat bei der Volkszählung 2020 eine Einwohnerzahl von 3.242 ermittelt.

## Geographie
Crockett liegt direkt an der Carquinez-Straße. Die Carquinez-Brücke als Teil der Interstate 80 führt zur gegenüber liegenden Stadt Vallejo. 30 Kilometer südwestlich von Crockett liegt Oakland. Richtung Südosten befinden sich die Städte Walnut Creek und Danville in einer Entfernung von 25 bzw. 35 Kilometern.

## Geschichte
Im Jahr 1867 erwarb ein Siedler Grundbesitz von dem Richter Joseph B. Crockett und gab dem Ort dessen Namen. Aufgrund der verkehrstechnisch günstigen Lage folgten weitere Siedler. Nachdem die California and Hawaiian Sugar Refining Company 1906 eine Zuckerfabrik in Betrieb nahm, wurden dort 490 Personen beschäftigt und 67.000 Tonnen Zucker produziert. Inzwischen werden über 700.000 t Saccharose (englisch: cane sugar) pro Jahr verarbeitet und über 70 verschiedene Marken hergestellt.

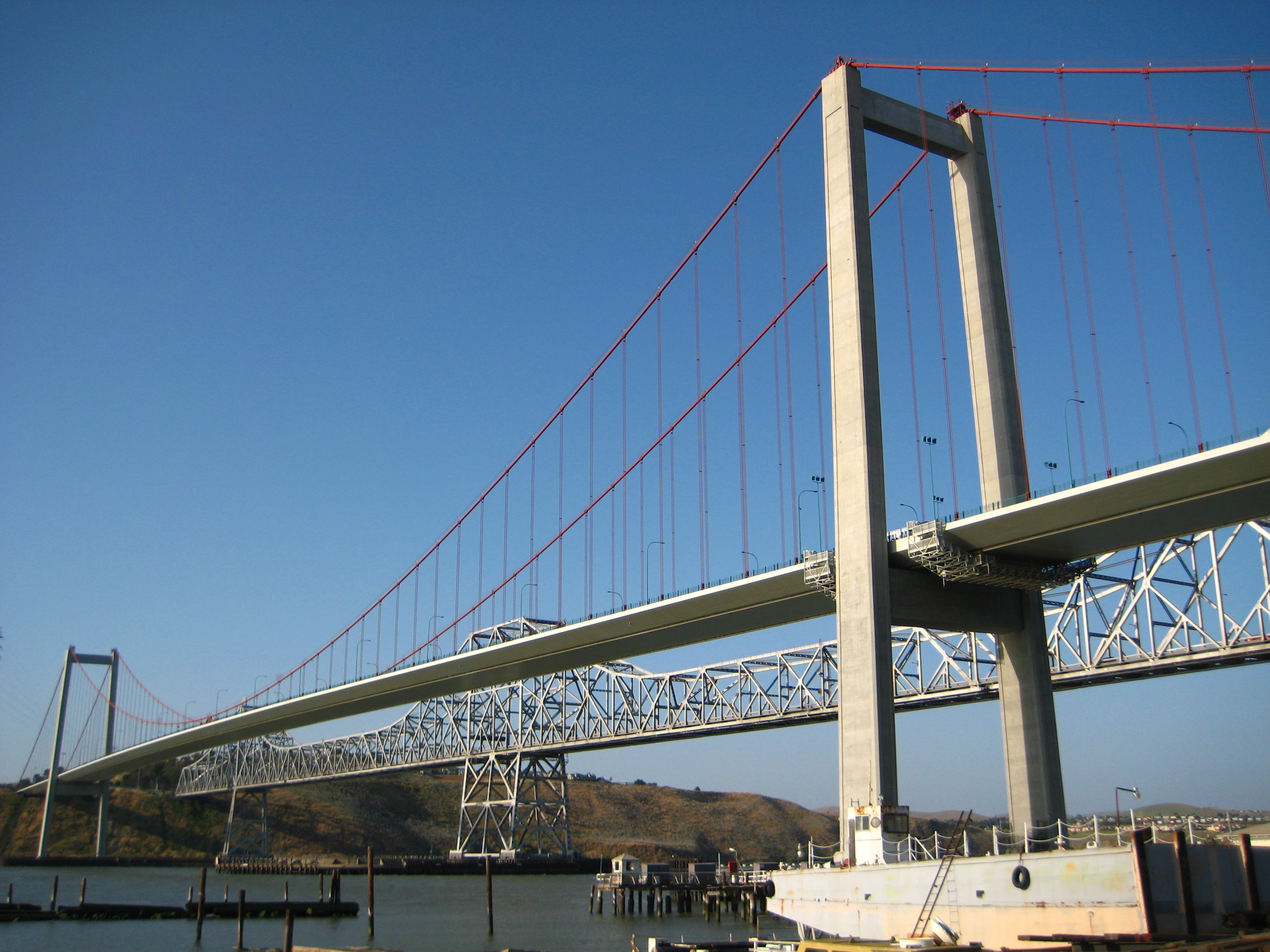
Carquinez Bridge
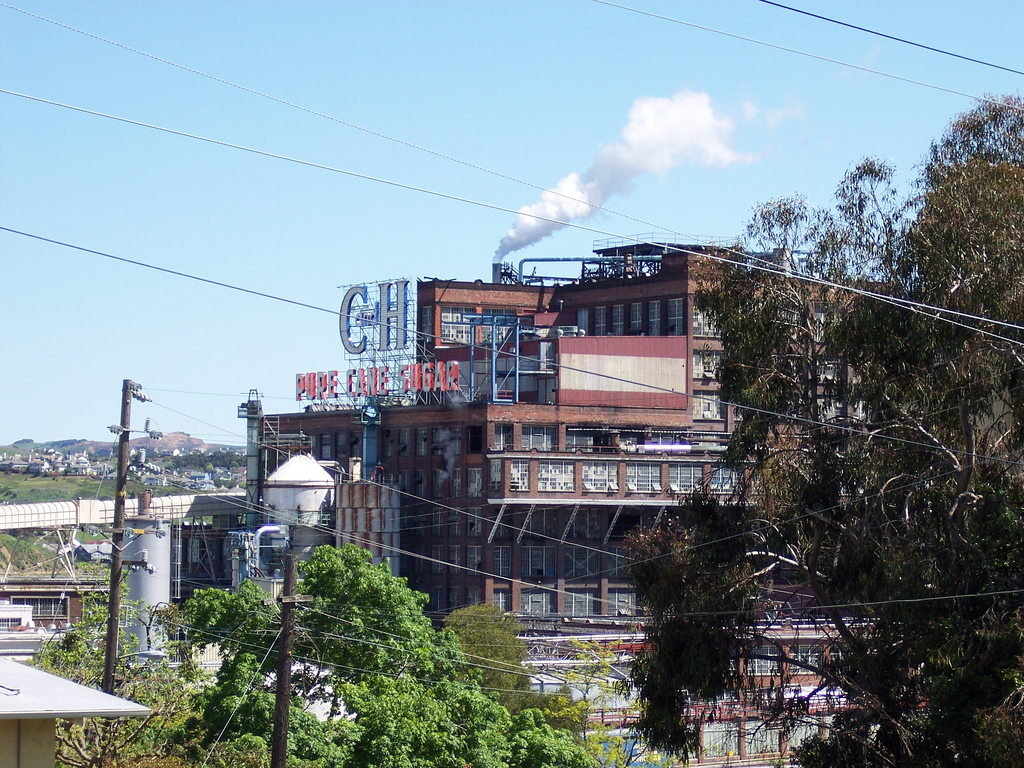
C & H Zuckerfabrik

## Demografische Daten
Im Jahr 2010 wurde eine Einwohnerzahl von 3094 Personen ermittelt, was eine Abnahme um 3,1 % gegenüber 2000 bedeutet.  Das Durchschnittsalter lag 2010 mit 45,7 Jahren deutlich oberhalb des Wertes von Kalifornien, der 35,7 Jahre betrug.